# До конца времён
«До конца времён: разум, материя и наши поиски смысла в развивающейся Вселенной» (Until the End of Time: Mind, Matter, and Our Search for Meaning in an Evolving Universe) — научно-популярная книга американского физика Брайана Грина. Была опубликована в феврале 2020 года
в издательстве «А. Кнопф». Бестселлер по версии New York Times 2020 года.
В книге содержится поиск места человека в картине мира, которую описывает современная наука. Грин рассматривает философские вопросы взаимосвязи различных научных понятий, таких как энтропия, эволюция, физика космоса и существование жизни.

## Содержание
Книга состоит из предисловия и 11 глав.

### Предисловие

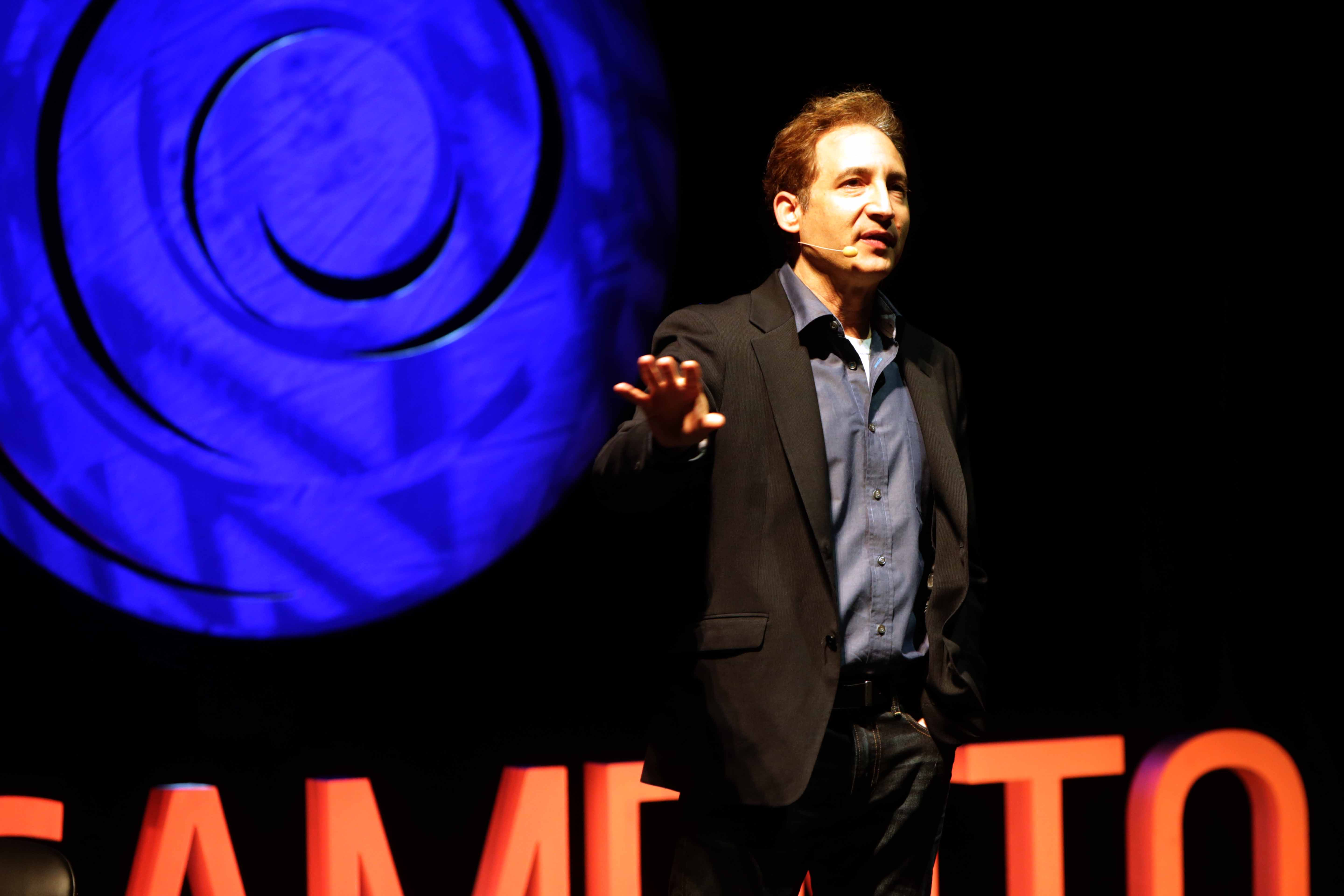
Брайан Грин на конференции в Сан-Пауло, 2014.

Изложена история вовлечения автора в проблематику философии науки и её связи с психологией.

### Глава 1. Протяжённость вечности
В первой главе автор рассматривает концепцию вечности и влияние осознания этой концепции на психику отдельного человека. Автор рассматривает когнитивный диссонанс, возникающий от осознания бесконечности вселенной и конечности человеческой жизни и прослеживает историю философского осмысления этого явления в учениях различных западных философов от античности до последних философских учений современности.

### Глава 2. Язык времени
Рассмотрена роль энтропии как одного из двух основных понятий философского анализа процесса самопознания (вторым основным понятием автор называет эволюцию). Энтропия трактуется не просто как мера постоянно возрастающего беспорядка, но как фактор, позволяющий физическим системам развиваться с течением времени.

### Глава 3. Энтропия и начало мира
В этой главе приводятся примеры из космологии, иллюстрирующие роль энтропии в возникновении материи из первичного хаоса. В частности того, как элементарные частицы преодолевают стремление к беспорядку и организуются в крупные структуры: атомы и молекулы, образующие в конце концов космические тела.

### Глава 4. Информация и жизнеспособность
Рассмотрен механизм «молекулярного дарвинизма», управляющего процессом эволюции неодушевлённой материи. По мнению автора, именно в результате эволюции молекул и их естественного отбора в ходе эволюции возникают молекулы, в которых можно распознать жизнь. Автор указывает, что математические модели допускают процесс молекулярной эволюции в результате конкуренции за ограниченный ресурс, такой как энергия Солнца. В процессе химической эволюции возникает форма материи, обладающая сознанием, способная осознать сам факт своего самосознания. Далее начинаются процессы, связанные с когнитивными способностями мозга.

### Глава 5. Частицы и сознание
В главе 5 обсуждаются генезис и природа сознания и самосознания. С одной стороны, существует направление, объясняющее сознание на основе исследования биологических функций мозга. Автор называет такой путь механистическим. Представители другого направления считают, что сознание не сводится к функциям мозга и для его познания потребуется изменить точку зрения на саму природу реальности.

### Глава 6. Язык истории
В главе даётся эволюционная трактовка возникновения и развития языка.

### Глава 7. Мозг и вера
В главе обсуждаются эволюционные механизмы возникновения религиозного сознания.

### Глава 8. Инстинкт и творческое начало
Обсуждается историческая роль стремления к творческому самовыражению. Автор, в частности, излагает мнение о том, что наука, искусство и другие формы творчества являются результатом избыточной активности мозга, освобождённого от необходимости тратить все свои ресурсы на поиск еды и убежища.

### Глава 9. Длительность и недолговечность
Рассмотрен вопрос взаимодействия эволюции и энтропии в будущем. Автор задаётся вопросом: сможет ли естественный отбор по-прежнему определять эволюцию человека в условиях повсеместного развития медицины. Затронуты также вопросы возможного влияния генной инженерии на эволюцию человека в будущем.

### Глава 10. Сумерки времени
Рассмотрены вопросы существование и взаимодействие материи и энергии с точки зрения квантовой механики. Рассмотрены гипотезы развития физических объектов на бесконечно-больших временных интервалах, такие как, например, разрушение чёрных дыр и «распад пустоты».

### Глава 11. Благородство бытия
В последней главе обсуждается роль математики в исследовании физических объектов, а также влияние, которое оказывает на психику человека осознание или не осознание конечности существования вселенной и возможная перспектива глобальных катастроф, способных уничтожить всю биосферу Земли.

## Издания
- Брайан Грин. До конца времён. Сознание, материя и поиски смысла в меняющейся Вселенной = Brian Greene. Until the End of Time: Mind, Matter, and Our Search for Meaning in an Evolving Universe.. — М.: Альпина нон-фикшн, 2021. — 548 с. — ISBN 978-5-00139-343-6.